# Va por ustedes
Va por ustedes es el quinto álbum de la banda española de rock Canallas y el último en el que publicaron material inédito antes de su separación.
Fue publicado en el 2001 por la discográfica Bliss y supuso el que la banda traspasara las fronteras de España, ya que el mismo llegó a editarse en México.
En el disco se incluye una nueva versión de su canción Bienvenido al club que ya había formado parte de su álbum de debut, así como una versión del clásico de Gabinete Caligari: Al calor del amor en un bar

## Lista de canciones
1. Veneno
2. Necesito echar un trago
3. Cervecita fría
4. Al calor del amor en un bar
5. Apartate
6. A mi me gusta así
7. Bienvenido al club
8. Noche tras noche
9. No nos vais a parar
10. Bochorno nacional
11. Días de R&R
12. Sube...sube